# 楊萬程 (嘉靖進士)
楊萬程（1502年—？），字志搏，福建興化府莆田縣人，軍籍，明朝政治人物。同進士出身。

## 生平
嘉靖十三年（1534年）甲午科福建鄉試第二十名舉人。嘉靖十四年（1535年）中式乙未科會試第二百十二名，登第三甲第一百二十五名進士。历官户部郎中，出为台州府知府。

## 家族
曾祖楊朝貢；祖父楊恒四；父楊國貞，母陳氏；繼母翁氏。具庆下。弟万里、万山、万条。